# Thainycteris aureocollaris
Thainycteris aureocollaris é uma espécie de morcego da família Vespertilionidae. Pode ser encontrada na Tailândia, Laos e Vietnã. Originalmente foi descrito como Thainycteris aureocolaris.